# Кучерявая, Алла Валентиновна
Алла Валентиновна Кучерявая род. 11.07.1941 — аппаратчица Невинномысского производственного объединения «Азот» Министерства по производству минеральных удобрений СССР, Ставропольский край, полный кавалер ордена Трудовой Славы (1991).

## Биография
Родилась 11 июля 1941 года в городе Владимир Владимирской области,  за полтора месяца до того, как отец погиб на фронте. 
Трудовую деятельность начала в 1959 году старшим экспедитором, а затем телефонистом-бодистом войсковой части в городе Североморск Мурманской области.
Отчим был военным и не проходило и года, чтобы они задерживались на одном месте. Так его карьера и привела семью в Невинномысск. Здесь Алла Валентиновна встретила мужа, родила сыновей и внуков. Невинномысск стал для нее родным городом.
В 1960-1964 годах – продавец Невинномысского книжного магазина № 1 Ставропольской краевой конторы книжной торговли Минкульуры РСФСР в городе Невинномысск Ставропольского края.
С 1964 года – аппаратчица отделения бутилового спирта цеха № 9 производства органического синтеза Невинномысского химического комбината – Невинномысского производственного объединения (с апреля 1975 года) «Азот» Минхимпрома – Минудобрений (с ноября 1980 года) СССР. В 1969 году окончила Невинномысский химико-механический техникум.
Указами Президиума Верховного Совета СССР от 24 апреля 1975 и от 1981 года награждена орденами Трудовой Славы 3-й и 2-й степени.
Депутат Верховного Совета СССР 10-го созыва (1979-1984).
Указом Президиума Верховного Совета СССР от 3 июня 1986 года Кучерявая Алла Валентиновна награждена орденом Трудовой Славы 1-й степени. Стала полным кавалером ордена Трудовой Славы.
На пенсию Алла Валентиновна вышла а 1997 году, но поддерживает добрые отношения со своими сослуживцами до сих пор. Сыновья пошли по стопам родителей и также работают на «Невинномысском Азоте».
Живет в городе Невинномысск Ставропольского края.

## Награды
Награждена орденами Трудовой Славы 1-й, 2-й, 3-й степеней:
3 ст. 24.04.1975 № 38987
2 ст. 06.04.1981 № 5522
1 ст. 03.06.1986 № 298
- медалями, в том числе медалями ВДНХ СССР, знаками «Ударник пятилетки», «Победитель социалистического соревнования»»[1].